# Морейн (озеро)
Морейн (англ. Moraine Lake) — льодовикове озеро. Знаходиться в долині Десяти піків високо в горах (близько 1880 метрів над рівнем океану) в провінції Альберта, на південному заході Канади. Площа поверхні озера лише половина квадратного кілометра (0,19 квадратної милі)

## Історія Відкриття
Воно було відкрите в 1899 році Волтером Вілкоксом, який згодом згадував перші півгодини свого знайомства з ним, протягом яких милувався озером, як найщасливіший час у своєму житті.

## Характеристика
Озеро Морейн підживлюється льодовиком і досягає свого повного наповнення лише у другій половині червня. Головною принадою озера Морейн є синій колір води. Коли воно наповнене, в ньому відбиваються різні відтінки синього кольору через заломлення світла на кам'янистому дні озера.
Поверхня озера Морейн відображає, як в дзеркалі, десять величезних канадських піків, і це робить його одним з найкрасивіших місць в Канаді. Це одне з найбільш часто фотографованих місць в Канаді, що дуже славиться красою мальовничих місць і своїми пішохідними екскурсіями.

## Фотогалерея
|  |  |  |